# Abd al-Halim Chaddam
Abd al-Halim Chaddam, arab. ‏عبد الحليم خدام‎ (ur. 15 września 1932 w Banijas, zm. 31 marca 2020 we Francji) – syryjski polityk, wiceprezydent Syrii w latach 1984–2005, od 10 czerwca do 17 lipca 2000, po śmierci Hafiza al-Asada, pełnił obowiązki prezydenta Syrii.

## Życiorys

### Wczesna działalność
Był sunnitą. Od lat 60. XX wieku był urzędnikiem partyjnym w syryjskiej partii Baas. Do wojny sześciodniowej był gubernatorem Al-Kunajtiry; region ten został częściowo utracony przez Syrię na rzecz Izraela wskutek poniesionej w wojnie klęski i pozostaje terytorium spornym.

### Za rządów Hafiza al-Asada
W latach 70. XX wieku Chaddam został ministrem spraw zagranicznych i wicepremierem Syrii. Należał do Przywództwa Regionalnego syryjskiej partii Baas.
W listopadzie 1983 chory Hafiz al-Asad nakazał, by w razie jego śmierci władzę przejął tymczasowo sześcioosobowy komitet w składzie: minister spraw zagranicznych Abd al-Halim Chaddam, zastępca sekretarza generalnego Przywództwa Narodowego syryjskiej partii Baas Abd Allah al-Ahmar, minister obrony Mustafa Talas, szef sztabu armii syryjskiej Hikmat asz-Szihabi, premier Syrii Abd ar-Ra’uf al-Kasm i zastępca sekretarza generalnego Przywództwa Regionalnego syryjskiej partii Baas Zuhajr Maszarika. Być może w ten sposób prezydent nie chciał dopuścić do przejęcia władzy po nim przez jego brata Rifata. Nieoficjalnie twierdzono, że al-Asad zamierzał przekazać Chaddamowi kontrolę nad rządem i partią, podczas gdy na czele armii miał stanąć zastępca szefa sztabu, Ali Aslan, alawita. 11 marca 1984 Abd al-Halim Chaddam został mianowanym pierwszym wiceprezydentem Syrii (drugim i trzecim zostali Rifat al-Asad i Zuhajr Maszarika). Był jednym z twórców i realizatorów polityki syryjskiej dominacji nad Libanem.
Po śmierci Hafiza al-Asada w 2000 na mocy konstytucji syryjskiej był p.o. prezydenta Syrii, do momentu objęcia władzy przez wyznaczonego wcześniej przez ojca Baszszara al-Asada. W tym charakterze 11 czerwca 2000 wydał dekret promujący pułkownika Baszszara al-Asada na stopień generalski oraz dekret, w którym mianował go zwierzchnikiem sił zbrojnych Syrii.

### Za rządów Baszszara al-Asada
Po objęciu władzy przez Baszszara al-Asada, Chaddam zachował początkowo urząd wiceprezydenta i sprzeciwiał się wprowadzaniu w Syrii jakichkolwiek reform liberalizujących autorytarny system władzy. W rezultacie w 2005 na kongresie partyjnym musiał złożyć dymisję ze stanowiska wiceprezydenta, które al-Asad powierzył Farukowi asz-Szarze. Chaddam stracił także fotel w Przywództwie Regionalnym partii, a wkrótce potem opuścił Syrię. Osiadł w Paryżu, skąd zaczął krytykować działalność prezydenta Syrii. Inne syryjskie organizacje opozycyjne uważały go jednak za niewiarygodnego z powodu jego wcześniejszego wieloletniego uczestnictwa w elitach władzy oraz stawianych mu zarzutów korupcji. W marcu 2006 Chaddam utworzył Front Wyzwolenia Narodowego wspólnie z syryjską organizacją Braci Muzułmańskich, których przywódca Ali Sadr ad-Din al-Bajanuni również przebywał na emigracji. Organizacja ta nie odegrała jednak większej roli i do 2009 przestała funkcjonować, pozbawiona wsparcia finansowego udzielanego jej wcześniej przez Arabię Saudyjską. Chaddam nadal mieszkał w Paryżu, nie angażując się już w politykę.

## Życie prywatne
Był dwukrotnie żonaty. Pierwszy ślub wziął w 1954 z alawitką, pochodzącą z wpływowego rodu al-Hawwasz zaliczającego się do konfederacji rodowej Matawira. Po tej dacie poślubił drugą żonę, sunnitkę z rodziny at-Tajjara.